# Gasparia tepakia
Gasparia tepakia är en spindelart som beskrevs av Forster 1970. Gasparia tepakia ingår i släktet Gasparia och familjen Desidae. Inga underarter finns listade i Catalogue of Life.